# Wolhusen-Markt
Wolhusen-Markt (toponimo tedesco) è una frazione del comune svizzero di Werthenstein, nel distretto di Entlebuch (Canton Lucerna).

## Storia
Già comune autonomo istituito nel 1803 per scorporo da quello di Wolhusen e che nel 1850 contava 280 abitanti, nel 1853 è stato accorpato al comune di Werthenstein.